# موشونو

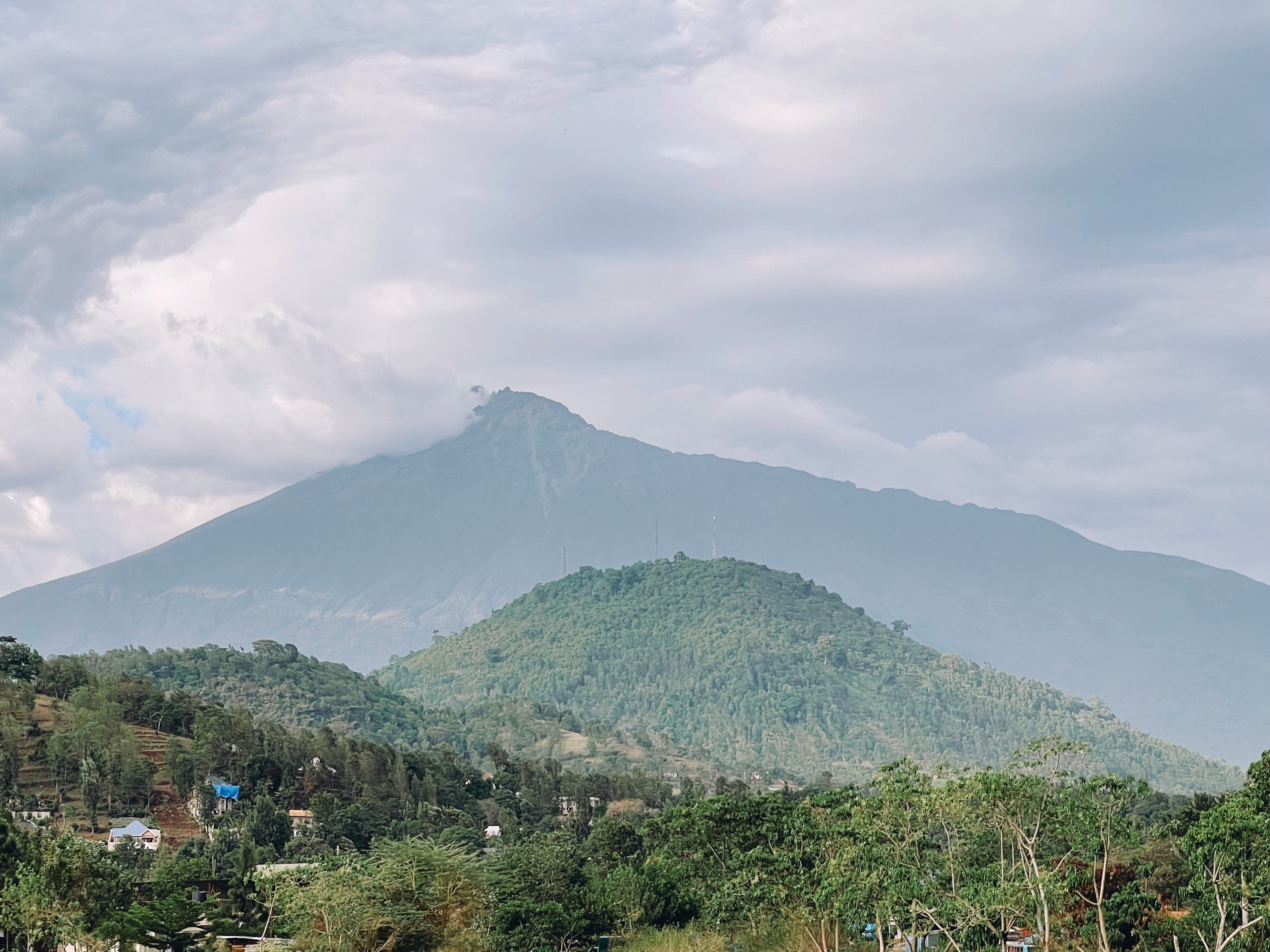
نمایی از بخش موشونو در شهرستان آرومرو، تانزانیا - ۲۰۲۱

موشونو یک بخش اداری در شهرستان آرومرو از توابع استان آروشا در کشور تانزانیا است. بر پایه نتایج سرشماری عمومی نفوس و مسکن که در سال ۲۰۰۲ توسط دولت تانزانیا انجام شد جمعیت این بخش بالغ بر ۱۲٬۲۰۷ نفر اعلام شده‌است.